# Fatih (Vorname)
Fatih ist ein türkischer männlicher Vorname.

## Herkunft und Bedeutung
Fatih ist ein türkischer Vorname arabischer Herkunft. Übersetzt bedeutet er „der Eroberer“; seine Tradition geht auf Mehmed II. (Al Fath = die Eroberung) zurück.

## Namensträger
- Fatih Akın (* 1973), deutscher Filmregisseur, Drehbuchautor, Schauspieler und Produzent türkischer Abstammung
- Fatih Aksoy (* 1997), türkischer Fußballspieler
- Fatih Akyel (* 1977), türkischer Fußballspieler
- Fatih Artman (* 1988), türkischer Schauspieler
- Fatih Avan (* 1989), türkischer Leichtathlet
- Fatih Nuri Aydın (* 1995), türkischer Fußballspieler
- Fatih Mustafa Baydemir (* 1989), deutsch-türkischer Fußballspieler
- Fatih Birol (* 1958), türkischer Wirtschaftswissenschaftler
- Fatih Çakıroğlu (* 1981), türkischer Ringer
- Fatih Candan (* 1989), deutscher Fußballspieler
- Fatih Çevikkollu (* 1972), deutscher Schauspieler
- Fatih Ceylan (* 1980), türkischer Fußballspieler
- Fatih Dayik (* 1987), deutsch-türkischer E-Sportler
- Fatih Demireli (* 1983), deutsch-türkischer Journalist
- Fatih Doğan (* 1990), schweizerisch-türkischer Fußballspieler
- Fatih Dönmez (* 1965), türkischer Politiker
- Fatih Duran (* 1987), deutsch-türkischer Fußballspieler
- Fatih Erbakan (* 1979), türkischer Ingenieur und Politiker
- Fatih Faner (* 1997), türkischer Eishockeyspieler
- Fatih Gül (* 1988), türkischer Fußballspieler
- Fatih Hilmioğlu (* 1954), türkischer Mediziner und Hochschullehrer
- Fatih Arda İpcioğlu (* 1997), türkischer Skispringer
- Fatih Kaldan (* 1990), türkischer Fußballspieler
- Fatih Kara (* 1987), türkischer Fußballspieler
- Fatih Kaya (* 1999), deutsch-türkischer Fußballspieler
- Fatih Keleş (* 1989), türkischer Boxer
- Fatih Kılıçkaya (* 1985), türkischer Fußballspieler
- Fatih Kuruçuk (* 1998), türkischer Fußballspieler
- Fatih Mehmet Maçoğlu (* 1968), türkischer Kommunalpolitiker
- Fatih Öztürk (* 1986), türkischer Fußballspieler
- Fatih Portakal (* 1968), türkischer Fernsehmoderator und Journalist
- Fatih Şen (* 1984), türkischer Fußballspieler
- Fatih Sonkaya (* 1981), türkisch-niederländischer Fußballspieler
- Fatih Soyatik (* 1994), türkischer Fußballspieler
- Fatih Tekke (* 1977), türkischer Fußballspieler
- Fatih Terim (* 1953), türkischer Fußballspieler und -trainer
- Fatih Turan (* 1993), belgisch-türkischer Fußballspieler
- Fatih Uraz (* 1960), türkischer Fußballspieler und -trainer
- Fatih Ürek (* 1966), türkischer Popmusiker
- Fatih Yiğen (* 1983), türkischer Fußballspieler
- Fatih Yiğituşağı (* 1983), türkischer Fußballspieler
- Fatih Yılmaz (Fußballspieler, März 1989) (* 1989), türkischer Fußballspieler (Denizlispor)
- Fatih Yılmaz (Fußballspieler, April 1989) (* 1989), türkischer Fußballspieler (Hatayspor)